# Celles-sur-Belle (Celles-sur-Belle)

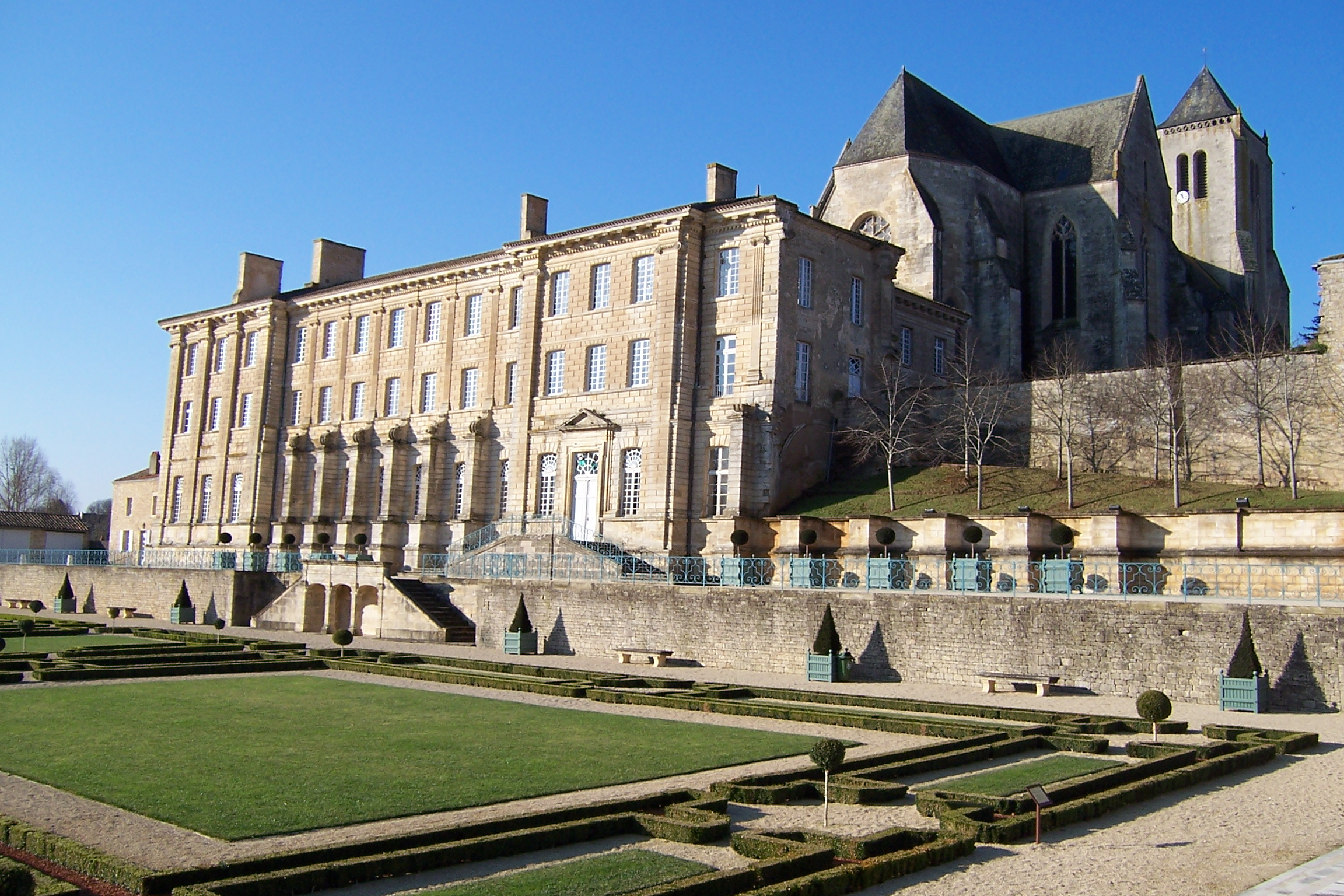
Abtei Celles-sur-Belle

Celles-sur-Belle ist eine Ortschaft und eine ehemalige französische Gemeinde mit 2.439 Einwohnern (Stand: 1. Januar 2022) im Département Deux-Sèvres in der Region Nouvelle-Aquitaine. Sie gehörte zum Arrondissement Niort und zum Kanton Celles-sur-Belle.
Mit Wirkung vom 1. Januar 2019 wurden die bisherigen Gemeinden Celles-sur-Belle und Saint-Médard zur namensgleichen Commune nouvelle Celles-sur-Belle zusammengelegt und haben in der neuen Gemeinde den Status einer Commune déléguée. Gleichzeitig wurde auch den früheren Gemeinden Montigné und Verrines-sous-Celle, die bereits seit 1973 als Commune associée mit Celles-sur-Belle verbunden waren, der Status als Commune déléguée zuerkannt. Der Verwaltungssitz befindet sich im Ort Celles-sur-Belle.

## Lage
Celles-sur-Belle liegt rund 17 Kilometer südöstlich von Niort im Tal des Flusses Belle.

## Bevölkerungsentwicklung
| Jahr      | 1968  | 1975  | 1982  | 1990  | 1999  | 2010  |
| Einwohner | 1.555 | 2.898 | 3.274 | 3.425 | 3.480 | 3.753 |

## Sehenswürdigkeiten
- Abbaye royale Notre-Dame, königliche Abtei aus dem 17. Jahrhundert am Jakobsweg (Via Turonensis) – Monument historique[2]
- Église Saint-Maixent, Kirche im Weiler Verrines sous Celle aus dem 11. Jahrhundert – Monument historique[3]

## Persönlichkeiten
- Fulko von Angoulême (12. Jahrhundert), Abt des Klosters von Celles-sur-Belle
- Robert Dalban (1903–1987), französischer Schauspieler